# Georg Friedrich Schömann

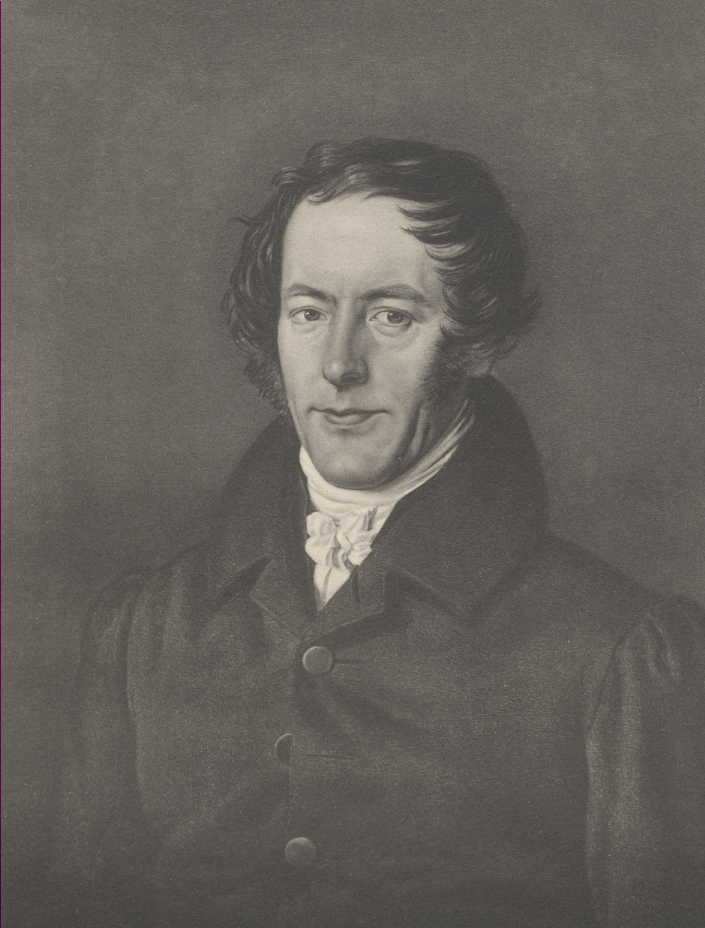
Georg Friedrich Schömann.

Georg Friedrich Schömann, född den 28 juni 1793 i Stralsund, död den 25 mars 1879 i Greifswald, var en tysk klassisk filolog.
Schömann utnämndes 1826 till professor i Greifswald, där han sedan även erhöll befattning som bibliotekarie, och blev 1853 geheime regeringsråd. Han utgav några grundligt och klart skrivna arbeten om det attiska domstolsväsendet: De comitiis atheniensium (1819), Der attische Prozess (1824, tillsammans med Meier) och Antiquitates juris publici græcorum (1838). 
Hans förnämsta verk är Griechische Altertümer (2 band, 1850–1859; 3:e upplagan 1871–1873). Vidare märks kommenterade upplagor av grekiska författare: Isaios, Plutarchos, Aischylos och Herodotos samt av romaren Cicero. Av hans grammatiska arbeten kan nämnas Die Lehre von den Redeteilen nach den Alten (1862). Ett urval av hans smärre skrifter (Opuscula academica) utgavs i 4 band 1856–1871.